# Tarr Béla (filmrendező)
Tarr Béla (Pécs, 1955. július 21. –) Kossuth- és Balázs Béla-díjas magyar filmrendező, forgatókönyvíró, 2012-től a Magyar Filmművészek Szövetsége elnöke.

## Élete
Édesapja id. Tarr Béla díszlettervező volt, többek között a Magyar Állami Operaházban, édesanyja, Tarr Mari (született Huszt Mária; ? – 2023), a Madách Színház elismert súgónője.
Tarr Béla amatőrként kezdett filmezéssel foglalkozni. 1977-től a budapesti Színház- és Filmművészeti Főiskola hallgatója volt rendezői szakon. 1981–1990 között a Mafilm rendezője, 1981-ben más rendezőkkel közösen megalapította a Társulás Stúdiót, amely négy évig működött.
1987-től működik együtt Krasznahorkai László regényíróval.
Filmjeit nagy sikerrel mutatták be többek között Franciaországban, Olaszországban, Izraelben, Kanadában és az Amerikai Egyesült Államokban.
Tarr Bélát a Guardian című brit lap a világ legjobb filmrendezői listáján a 13. helyen említi, így a magyar rendező megelőzi Tarantinót, Altmant, Almodovárt és Spielberget is.
2007 májusában a Cannes-i fesztiválon Georges Simenon regénye alapján készült A londoni férfi című filmjével vett részt a hivatalos versenyprogramban. Szabó István Hanussen című filmjének 1988-as meghívása óta nem volt magyar játékfilm a fesztivál legfontosabb szekciójában.
2011-ben pedig az utolsó filmje, A torinói ló versenyzett és nyerte el az Ezüst Medve díjat a Nemzetközi Berlini Filmfesztiválon.
2022-től a Freeszfe Egyesület elnöke.

## Munkássága
Tarr tizenévesen kezdett amatőr dokumentumfilmezéssel foglalkozni. Mialatt hajógyári munkásként dolgozott figyeltek fel rá a Balázs Béla Stúdió fiatal filmesei, akik "kívülről behozott" emberként pénzt és nyersanyagot biztosítottak számára. 22 éves volt, mikor a stúdió pénzéből elkészítette első nagyjátékfilmjét, a Családi tűzfészket. Tarr eredetileg dokumentumfilmet akart csinálni egy kilakoltatott pesti családról, azonban a rendőrség nem engedte a helyszín közelébe. Ekkor döntötte el, hogy dokumentum-játékfilmet készít a témáról amatőr szereplőkkel, valós helyszíneken, improvizált dialógusokkal (ami igencsak népszerűnek számított a "budapesti iskola" körében). Az amatőr költségvetésből, bármilyen fizetség nélkül hat nap alatt elkészített film egy csapásra ismertté tette a fiatal rendező nevét és a magyar dokumentarista film leghíresebb alkotásává vált.
Tarrt első filmje bemutatása után felvették a Budapesti Színház- és Filmművészeti Főiskolára (ma Színház- és Filmművészeti Egyetem), ahol 1981-ben végzett. Főiskolai évei alatt leforgatta a bemutatkozó filmjéhez hasonló, szintén dokumentarista stílusú Szabadgyalogot. Főiskolai vizsgafilmjeként elkészítette a Macbeth tévéjáték változatát Cserhalmi György főszereplésével. Szintén 1981-ben Tarr több más fiatal filmessel megalapította a Társulás Filmstúdiót, melynek feloszlásáig (1985-ig) tagja.
1982-ben forgatta Tarr a még mindig dokumentarista stílusú, de immár profi színészeket felvonultató Panelkapcsolatot (melyben Koltai Róbert és felesége Pogány Judit egy lakótelepen élő házaspár mindennapjait ábrázolták), 1984-ben készült az Őszi almanach, színes nagyjátékfilm, mely a rendező első eltávolodása a realizmustól, szándékosan szürreálisabb, stilizáltabb alkotás.
Az 1987-es Kárhozat jelentette azt az ugrást Tarr számára, mely meghatározta az elkövetkezendő két évtizedben készített filmjeit. A Krasznahorkai László novellájából, Víg Mihály zenéjével készített film nem csupán egy virágzó munkakapcsolatot, de egy átfogó stílust is elindított a magyar filmművészetben. A fekete-fehér, lepusztult tájon játszódó, lassú és nagyon hosszú (többször akár tíz perces) snittek, meghatározóvá váltak a rendező művészetében. Ezen filmek időrendi sorrendben a következőek: Kárhozat, Szürkület, Sátántangó, Szenvedély, Werckmeister harmóniák, ... (nagy szünet egy "hiányzó" Fehér György film: Tarr Béla bevezetője Fehér György filmjeihez, illetve Maár Gyula: Töredék című fekete-fehér alkotása, amely Tarr Béla TT Filmműhelye nélkül nem készülhetett volna el...) ..., A londoni férfi, és – nyilatkozata szerint – utolsó filmje, A torinói ló.
2017-ben A világ végezetéig címmel interaktív kiállítást rendezett Amszterdamban. A nyolc fejezetből álló vizuális utazás olyan címeket visel, mint a kerítés, a fa, ablakok, gyerekek, konyha, nyitányok, napfogyatkozás és Mohamed. Noha könnyen kapcsolatba lehetne hozni a menekültek és Európa viszonyával, a kiállítás semmiképpen sem a migrációs kérdésről szól, hanem az emberi méltóságról. Az összeállításhoz alapvetően korábbi filmjeiből mazsoláz, de a kiállításra egy egészen új jelenetet, vagyis "rövidfilmet" is forgatott, rendezett Muhamed címmel. Tarr Béla szerint a kiállítás teljes eddigi életművét sűríti magába, foglalja össze.
2019-ben a Bécsi Ünnepi Hetek keretében mutatják be Tarr Béla új "nem-filmjét", a Hiányzó embereket. Legújabb kísérleti alkotása a hajléktalanságról és a kirekesztettségről szól. "Nem tudom, mi ez. De biztos, hogy nem film, nem kiállítás, nem színház, nem koncert, talán egyfajta vizuális költemény a hiányzó emberekről.” – mentegetődzik az életművét már lezárt rendező.

## Fogadtatása
Gus Van Sant-ra saját bevallása szerint nagy hatással van Tarr művészete. Tervezte a Sátántangó kockáról kockára való újraforgatását is színes verzióban.

## Díjai, elismerései
- Balázs Béla-díj (1982)
- Gundel művészeti díj (2001)
- Kossuth-díj (2003)
- France Culture-díj – a legjobb külföldi rendezőnek járó díj (2005)
- A Magyar Köztársasági Érdemrend középkeresztje /polgári tagozat/ (2005)
- Párhuzamos Kultúráért díj (2009)[7]
- Zsűri Nagydíja a 61. Berlini Nemzetközi Filmfesztiválon (A torinói ló c. filmért) (2011)
- Ezüst Medve a 61. Berlini Filmfesztiválon (2011)
- a Jeruzsálemi filmfesztivál életműdíja (2011)
- Hazám-díj (2020)[8]
- Tiszteletbeli Európai Filmdíj (2023)[9]
- Prima Primissima díj (2023)
- a Tokiói Nemzetközi Filmfesztivál életműdíja (2024)[10]

## Filmjei
- Mihályfi Imre: Ivan Iljics halála (1965) – színész
- Vendégmunkások (amatőr dokumentumfilm, 1973) – elveszett
- Az utcaember (amatőr dokumentumfilm, 1975) – elveszett
- Tripoliszban kilakoltatnak egy munkáscsaládot... (dokumentumfilm-terv, 1976) – ebből lett később a Családi tűzfészek
- Dárday István: Filmregény (Három nővér) (dokumentarista játékfilm, 1977) – szereplőválogató
- Mihók Barna: Cigányok – tudósítások egy élethelyzetről (dokumentumfilm, 1978) – szerkesztő
- Cine Marxisme (rövidfilm, vizsgafilm, 1979)
- Családi tűzfészek (játékfilm, diploma-vizsgafilm, 1979)
- Hotel Magnezit I-II. rész (rövidfilm, vizsgafilm 1980) – II. rész elveszett
- Dárday István: Harcmodor (játékfilm, 1980) – szereplő
- "Diplomafilm" (rövidfilm, vizsgafilm, 1981) – a Panelkapcsolat című filmjének az előtanulmánya
- Macbeth (rövidfilm, 1981) – elveszett
- Szabadgyalog (1981) (munkacíme: Szabadcsoport, Földfolt)
- Macbeth (tévéfilm, 1982)
- Panelkapcsolat (1982)
- Bódy Gábor: A kutya éji dala (1983) – színész
- Őszi almanach (1984)
- Jancsó Miklós: Szörnyek évadja (1987) – színész
- Kárhozat (1987)
- Hat bagatell (szkeccsfilm, 1989) (epizód: Hotel Magnezit 1980) – összeállította: Fehér György
- Fehér György: Szürkület (1990) (munkacíme: Utak) konzultáns
- City Life (szkeccsfilm, 1990) (epizód: Az utolsó hajó)
- Az utolsó hajó (rövidfilm, 1990)
- Sátántangó (1994)
- Petőfi Sándor: Álmaim (rövidfilm, 1995)
- Utazás az Alföldön (rövidfilm, 1995)
- Szenvedély (1998) – forgatókönyv
- Werckmeister harmóniák (2000)
- Tarr Béla bevezetője Fehér György filmjeihez (portréfilm, 2001) – ez később In Memoriam Fehér György címmel került vetítésre
- A Tarr... (portréfilm Tarr Béláról, 2001)
- Európa-képek (szkeccsfilm, 2004) (epizód: Prológus)
- Prológus (rövidfilm, 2004)
- Maár Gyula: Töredék (játékfilm, 2007) – producer
- A londoni férfi (2007)
- A torinói ló (2011)
- Magyarország 2011 (szkeccsfilm, 2011) – producer
- Muhamed (rövidfilm, 2017)
- Hiányzó emberek (rövidfilm, 2019)
- A bárány (2021) - producer

## Szakirodalom
- Féjja Sándor: Alkotói portré: Tarr Béla (Budapest: Magyar Filmintézet) kézirat ké.390.9.
- Családi tűzfészek (szerk. Erdélyi Z. Ágnes) (Budapest: BBS, 1979) p. 44.
- Szabadgyalog (szerk. Gervai András) (Budapest: Mafilm Objektív Stúdió – MOKÉP, 1982) p. 44.
- Kárhozat (szerk. Komár Erzsi) (Budapest: Magyar Filmintézet – MTV – MOKÉP, 1988)
- Sátántangó (Budapest: Budapest Film, 1994) p. 64.
- Metropolis – Tarr Béla-különszám (Metropolis 1997/nyár)
- Jytte Jensen: Béla Tarr / Tarr Béla (Budapest: Magyar Filmunió, 2001)
- Kovács András Bálint: Tarr szerint a világ (in: uő.: A film szerint a világ – tanulmányok, Budapest: Palatinus, 2002)
- Bikácsy Gergely: A reménytelenség vígasza – Tarr Béla (in: Zalán Vince (szerk.): Magyar filmrendezőportrék, Osiris Könyvtár – Film, Budapest: Osiris, 2004) pp. 5–32.
- Paul Schrader: A transzcendentális stílus a filmben: Ozu/Bresson/Dreyer (Szerzőifilmes Könyvtár 2. kötet; Budapest: Francia Új Hullám Kiadó, 2011)
- Filmszem – Tarr Béla különszám (Filmszem 2011/3.)
- Filmszem – Tarr Béla különszám – Újratöltve (Filmszem 2012/2.)
- Kővári Orsolya: Árnyékvilág. Tarr Béla retrospektív (Sprint Filmkönyvek 1. kötet; Budapest: Sprint Kiadó, 2012)
- Jacques Ranciére: Utóidő. Tarr Béla filmjeiről (Elmegyakorlatok; Budapest: Műcsarnok, 2013)
- Kovács András Bálint: A kör bezárul. Tarr Béla filmjei (Budapest: XXI. Század Intézet, 2013)
- Kovács András Bálint: The cinema of Béla Tarr. The circle closes (A kör bezárul. Tarr Béla filmjei); London–New York, Wallflower Press, 2013 (Directors' cuts)
- TARR – 60 (Budapest: Underground Kiadó, 2016)
- Pentelényi László (szerk.): Az arcok iskolája – Találkozás(ok) Fehér György operatőr-rendezővel (Szerzőifilmes Gondolkodók 1. kötet; Budapest: Francia Új Hullám Kiadó, megjelenés előtt [~2021.])